# سيونيكا (كونييتش)
سيونيكا (بالإنجليزية: Seonica)‏ (بالسيريلية:Сеоница) هي قرية في البوسنة والهرسك. وهي تقع في بلدية كونييتش في كانتون الهرسك-نيريتفا في اتحاد البوسنة والهرسك. طبقا لنتائج تعداد البوسنة عام 2013 فقد كان عدد سكانها 100 نسمة.

## التاريخ
في القرية يقع «المسجد القديم»، والذي بني حوالي عام 1880؛ وهو مدرج على قائمة الآثار الوطنية للبوسنة والهرسك

## التركيبة السكانية

### التطور التاريخي للسكان
| 1961 | 1971 | 1981 | 1991 | 2013 |
| ---- | ---- | ---- | ---- | ---- |
| 289  | 285  | 258  | 252  | 100  |

### المجتمع المحلي
في عام 1991 كان المجتمع المحلي للقرية يتألف من 1,376 نسمة وهم موزعون على النحو التالي:

## وصلات خارجية
- Maplandia (بالإنجليزية)